# خوان ميغيل رودريغيز
خوان ميغيل رودريغيز هو لاعب رماية كوبي، ولد في 26 مايو 1967.

## وصلات خارجية
- خوان ميغيل رودريغيز على موقع الاتحاد الدولي (الإنجليزية)
- خوان ميغيل رودريغيز على موقع أوليمبيديا (الإنجليزية)